# The Second Barbra Streisand Album
The Second Barbra Streisand Album (рус. Второй альбом Барбары Стрейзанд) — второй студийный альбом Барбры Стрейзанд, вышел в августе 1963 года на лейбле Columbia Records, спустя всего шесть месяцев после выхода её дебютной работы The Barbra Streisand Album. Диск был записан всего за 4 дня, в июне 1963 и уже в августе попал на прилавки магазинов. 12 мая 1964 года альбом The Second Barbra Streisand Album был сертифицирован RIAA как золотой и стал первым золотым альбомом певицы. В 1963 году альбом был продан в США в количестве миллиона экземпляров, по всему миру в количестве 1 300 000 копий.

## Об альбоме
«Мой новый альбом называется The Second Barbra Streisand Album (Второй альбом Барбры Стрейзанд), потому что так и есть», — сказала Барбра репортеру в 1963-м году. «Почему я должна называть альбом каким-то необычным названием, которое всё равно никто не вспомнит?».
Второй альбома вместил в себя в основном песни, которые певица исполняла на эстрадных подмостках, во время своих знаменитых выступлениях в ночных клубах. Питер Даниелс, один из авторов песен в одном интервью сказал:

«Большая часть материала — песни, которые мы использовали в течение двух с половиной лет… Я был приятно удивлен, когда дирижёр Питер Матц написал к песням оркестровые партии». Это было невероятное сотрудничество.

Продюсер Майк Берникер продюсировал студийные сессии с Питером Матцэм, который делал аранжировки песням и дирижировал небольшим оркестром.
Джул Стайн, написавший музыку для бродвейской постановки «Смешная девчонка», написал также небольшой комментарий на оборотной стороне обложки альбома:

«БАРБРА СТРЕЙЗАНД… Что делает её уникальным и изобретательным талантом, которым она является? Слушая этот альбом снова и снова, я сделал один вывод: помимо обладания данным Богом певческим голосом, Барбра — первая девочка, которую я когда-либо слышал, предстающая как великая актриса в каждой песне. Барбра заставляет каждую песню походить на хорошо написанную трехактную постановку, потрясающе исполненную за три минуты. Хотя это та же самая Барбра Стрейзанд, она исполняет захватывающую новую „роль“ в каждой песне. В начале она отображает свой характер; затем она создает конфликт (заставляющий текст песни значить несколько больше, чем он кажется), тогда она делает потрясающее заключение — такое, чтобы, даже после слушания только одной песни, длительность которой лишь несколько минут, каждый остался поражен ею.
Барбра понимает то, что она поет, понимает, что значит текст. Я был одним из ранних, первых поклонников Барбры Стрейзанд и за все годы написания песен для известных исполнителей, я никогда не испытывал такого волнения, которое я испытал, слушая этот альбом. Единственная вещь, которая сможет поразить меня больше, — услышать, что Барбра поет в моем новом мюзикле, созданном в сотрудничестве с Бобом Мерриллом, мюзикле, основанном на жизни Фанни Брайс. Мы не можем дождаться первой репетиции!!»

## Невыпущенные песни
8 февраля 1963 Стрейзанд записала песню Коула Портера, «Who Would Have Dreamed» из бродвейского шоу 1940 года Panama Hattie (в главной роли — Этель Мерман). Эта запись никогда не выпускалась. Стрейзанд также попыталась записать песню «It Had to Be You» для второго альбома в июне 1963. В ноябре песня была перезаписана и включена, вместо этого, на The Third Album.

## Коммерческий успех
С альбома были выпущены 2 сингла, но так же как и в случае с синглами первого диска, они не попали в чарт. Песня «When the Sun Comes Out» была выпущена на виниле в ноябре 1962 года в нью-йоркских магазинах в размере лишь 500 копий и так и не была отправлена на радиостанции. Второй сингл — «My Coloring Book» также был выпущен в ноябре 1962 с би-сайдом «Lover, Come Back to Me».
Несмотря на это, альбом всё ещё был успешен в продажах. Альбом дебютировал в чарте Billboard 200 14 сентября 1963 года и 9 ноября достиг своего наивысшего положения — № 2 (первый альбом в ту неделю оказался на 9-й строчке). В общей сложности альбом провел в чарте 74 недели. 12 мая 1964 года The Second Barbra Streisand Album был сертифицирован как золотой.
Первые три альбома Барбры были изданы на CD впервые в 1987 году. Однако, диски были с дефектами. Позже, это объясняли тем, что «Columbia» не смогли найти оригинальные записи альбома, но всё же выпустили CD. В октябре 1993 года все три альбома были вновь переизданы с новым оформлением как часть проекта «11 Essential Barbra Streisand Releases». Релиз был подготовлен Джоном Арриэсэм (он также работал над Just for the Record…).

## Обложка альбома
Фред Глэзер рассказал о том, как была создана обложка альбома:

«С каждой новой укладкой волос я фотографировал её. У меня был фотограф [Вуди Кузуоми], живущий без арендной платы на верхнем этаже моей студии. Он фотографировал большинство моих клиентов, когда я работал над ними. Я настоял на этом. Зеркало может показать так много, но фотография говорит все. У нас было много сессий с Барброй. Это была не просто фотография певицы с новой прической, нет. Я хотел создать ей стиль, получить верный взгляд на неё, фотографию, которую мы в конечном счете выбрали посредством долгого процесса отбора.»

Оригинальная обложка винила была «отбелена» и получилась очень монохроматической. Из-за этого нос певицы был едва различим на фотографии. Когда альбом был перезидан на CD, оригинальная фотография Кузуоми была восстановлена в великолепных серых тонах, без ретуши.

## Список композиций
| №  | Название                          | Автор(ы)                     | Длительность |
| -- | --------------------------------- | ---------------------------- | ------------ |
| 1. | «Any Place I Hang My Hat Is Home» | Гарольд Арлен, Джонни Мерсер | 2:44         |
| 2. | «Right as the Rain»               | Гарольд Арлен, Йип Харбург   | 3:23         |
| 3. | «Down with Love»                  | Гарольд Арлен, Йип Харбург   | 3:42         |
| 4. | «Who Will Buy?»                   | Лайонел Барт                 | 3:32         |
| 5. | «When the Sun Comes Out»          | Гарольд Арлен, Тед Колер     | 3:22         |

| №  | Название                        | Автор(ы)                              | Длительность |
| -- | ------------------------------- | ------------------------------------- | ------------ |
| 1. | «Gotta Move»                    | Питер Матц                            | 1:58         |
| 2. | «My Coloring Book»              | Фред Эбб, Джон Кандер                 | 4:10         |
| 3. | «I Don’t Care Much»             | Фред Эбб, Джон Кандер                 | 2:50         |
| 4. | «Lover, Come Back to Me»        | Оскар Хаммерстайн II, Зигмунд Ромберг | 2:17         |
| 5. | «I Stayed Too Long at the Fair» | Билли Барнс                           | 4:20         |
| 6. | «Like a Straw in the Wind»      | Гарольд Арлен                         | 4:45         |

Не попавшие на альбом песни
- When the Sun Comes Out (версия 1962 года)
- My Coloring Book (версия 1962 года)
- Lover, Come Back to Me (версия 1962 года)

## Над альбомом работали
- Барбра Стрейзанд — вокал
- Майк Берникер — продюсер
- Питер Матц[англ.] — аранжировщик и дирижёр
- Питер Дениэлс — дополнительный материал
- Фред Плаут[англ.], Фрэнк Лайко — звукооператоры
- Джон Берг[англ.] — дизайн
- Вуд Кузуоми — фото с обложки
- Джул Стайн — аннотации для буклета